# Foro Rural Mundial
Foro Rural Mundial (FRM) es una red plural que promueve la Agricultura Familiar y el desarrollo rural sostenible, compuesta por federaciones y organizaciones de Agricultura Familiar, organizaciones de Desarrollo Rural, cooperativas y centros de investigación agraria de los 5 continentes.
Entre las institucionales instituciones asociadas del Foro Rural Mundial se encuentran organizaciones como AFA (Asian Farmers Union), COPROFAM (Confederación de Organizaciones de Productores Familiares del Mercosur), SEWA, INADES, New Zealand Young Farmers o el CIRAD.
Destacan entre los fines del FRM los siguientes:
- El acuerdo y la concertación entre sociedades, grupos, instituciones y personas que comparten planteamientos afines en materia de apoyo a la vida rural.
- La formulación y la proposición de políticas integradas de desarrollo sostenible en el medio rural.
- La reflexión y el análisis de los efectos de la globalización sobre la vida rural, sus sociedades, su economía y su medio ambiente.
- el desarrollo multifuncional de la vida rural en el contexto de las políticas globales.

El FRM lideró la campaña por la declaración del Año Internacional de la Agricultura Familiar AIAF-2014 por las Naciones Unidas, junto con más de 360 organizaciones de los cinco continentes. Durante la celebración del AIAF-2014 coordinó los esfuerzos de las organizaciones de la Sociedad Civil. En estos momentos, el FRM impulsa el AIAF+10, iniciativa que garantiza la continuidad del AIAF-2014. 

## Origen
El FRM surge a raíz del Congreso Internacional sobre Comercio y Desarrollo Rural celebrado a finales de noviembre de 1998 en Vitoria (Álava, España), en el que se realizó una reflexión multidisciplinar sobre los impactos de una economía más global en el desarrollo de la actividad agraria y del espacio rural en su conjunto.
La Declaración Final de dicho evento estableció unos objetivos y recogió un amplio acuerdo para crear un Foro encargado de dar continuidad en el tiempo y llevar a la práctica dicha declaración. Nacía así el Foro Rural Mundial y establecía su secretaría en la ciudad de Vitoria.
El FRM cuenta con una importante red de contactos internacional formada por organizaciones, instituciones públicas, centros de investigación, ONGs, organismos internacionales, espacios regionales de integración y otros, que trabajan en el mundo rural, de diverso perfil, ámbito de acción y área de especialización.

## Año Internacional de la Agricultura Familiar
En 2008, el Foro Rural Mundial inició una campaña para que Naciones Unidas declarase el Año Internacional de la Agricultura Familiar, compartiendo entre sus organizaciones socias y colaboradoras un compromiso claro de apoyo a la Agricultura Familiar. Más de 360 organizaciones, de sesenta países en los cinco continentes se sumaron a la campaña de la Sociedad Civil a favor del AIAF. Ciertos gobiernos, centros de investigación y organismos internacionales (principalmente FAO y FIDA) también hicieron lo propio. Fue el Gobierno de Filipinas, en 2011, el que realizó la propuesta para la proclamación del 2014 como Año Internacional de la Agricultura Familiar ante la Asamblea General de Naciones Unidas. La propuesta fue aprobada por unanimidad. 
Algunos de los resultados del AIAF 2014 fueron:
- Un masivo reconocimiento de la Agricultura Familiar como productor fundamental de alimentos para el futuro y un sector imprescindible y efectivo en la lucha contra el hambre.
- Cambios en los objetivos y estructura de ciertos Organismos Internacionales para atender mejor la Agricultura Familiar. Destaca Resolución del Comité de Agricultura de la FAO (COAG): “Los agricultores familiares – alimentar al mundo, cuidar el planeta” (29/09-03/10) en el que se toma la decisión de integrar la Agricultura Familiar en los 5 objetivos estratégicos del plan estratégico de la FAO. El IICA también ha reestructurado su forma de trabajo, incrementando la relevancia de la Agricultura Familiar en sus planteamientos, a través de sus proyectos insignia. El Programa Mundial de Alimentos (PMA) se ha comprometido a adquirir un 10% de los productos básicos de los pequeños agricultores familiares de los países en desarrollo, con un presupuesto anual de compras de alimentos superior a 1000 millones de USD.
- Una implicación masiva de actores diversos. 745 organizaciones, instituciones públicas, Organismos, asociaciones y centros de investigación participaron en 52 Comités Nacionales existentes, a lo que hay que sumar otro gran número de actores que se sumaron desde la esfera regional e internacional.
- El AIAF-2014 logra influir en el proceso de diseño de los nuevos Objetivos de Desarrollo Sostenible, quedando la Agricultura Familiar recogida con fuerza dentro del objetivo n.º 2.
- Un empoderamiento de las organizaciones de la sociedad civil, especialmente de las organizaciones agrarias. Las intensas labores de incidencia desarrolladas por las organizaciones han fortalecido su posición y sus capacidades. La mayoría de Comités Nacionales de Agricultura Familiar han sido también lideradas por las organizaciones agrarias. Se han producido mejoras concretas en Políticas Públicas en 18 países.

Son las siguientes:
1. Gambia: Reforma de la política sobre semillas. Creación de un comité de semillas (Seed Council) en el cual las Organizaciones de la Sociedad Civil, de las cuales una es parte del CN, han obtenido 3 plazas.
2. Gambia: Reforma territorial (derecho de propiedad y uso de la tierra) y sistema de seguro agrícola puestos en práctica por el gobierno.
3. República Dominicana: Ley de Seguridad y Soberanía Alimentaria para este país.
4. Argentina: Decreto 1030/2014 que prevé la constitución del Secretario de Estado de Agricultura Familiar.
5. Bolivia: Ley N.º 144 “Revolución Productiva Comunitaria Agrícola” y ley N.º 338 de OECA’s y OECOM’s, para la integración de la Agricultura Familiar sostenible y la soberanía alimentaria.
6. Uganda: Firma, lanzamiento y puesta en marcha de la Ley Agrícola (escrita en 2008 pero que se mantuvo en suspenso desde entonces).
7. Perú: Propuesta de ley N° 3803/2014-CR que tiene por objetivo volver a posicionar a la Agricultura Familiar en el centro de las políticas gubernamentales.
8. Eslovaquia: el Ministerio de Agricultura se comprometió a aumentar el presupuesto para los jóvenes y los pequeños agricultores, pasando de 2 a 30 millones de euros.
9. Bélgica (Valonia): la definición de Agricultura Familiar del CN fue adoptada por el gobierno valón en su nuevo código de agricultura.
10. Guatemala: Alianza estratégica entre las organizaciones de la Sociedad Civil para impulsar la abrogación de la «Ley Monsanto» (Ley 19-2014) y que el gobierno terminó por conceder.
11. Colombia: Resolución ministerial 267– Lanzamiento por parte del ministerio de agricultura del Programa de Agricultura Familiar. El artículo 5 indica que los fondos provendrán del presupuesto nacional. La Resolución 300 establece las condiciones de acceso al microcrédito.
12. Paraguay: Decreto 1056 - Ley Presidencial de compras públicas a la Agricultura Familiar.
13. Uruguay: Ley de Compras Públicas a la Agricultura Familiar, donde el Estado se compromete reservar un 30% de sus compras a la producción de pequeños agricultores.
14. República Dominicana: Firma de un acuerdo de cooperación interinstitucional entre el gabinete de coordinación de políticas sociales, el Ministerio de Agricultura y el Comité Nacional de Agricultura Familiar.
15. Bolivia: Incremento de la cobertura de créditos y préstamos a 45.000.000 USD, por un periodo de 5 años, destinados a 32.000 familias de pequeños agricultores y empresarios.
16. Burkina Faso: Compromiso del gobierno para reforzar la nueva campaña agrícola 2014-2015, por medio de nuevas inversiones públicas destinadas a los agricultores familiares.
17. Mali: Puesta en marcha del Fondo Nacional de Apoyo a la Agricultura (FNAA) por una suma de alrededor de 2 millones de FCA.
18. Chile: Como consecuencia del Foro Rural Mundial 2008 el Instituto de Desarrollo Agropecuario (INDAP) puso en marcha programas de fomento de la Agricultura Familiar en Chile.[2]

## AIAF+10. iniciativa de impulso global a la Agricultura Familiar
En el Manifiesto de Brasilia, hombres y mujeres líderes campesinas procedentes de los cinco continentes, junto con asociaciones rurales, centros de investigación, miembros del Comité Consultivo Mundial, Comités Nacionales del AIAF-2014 y otros actores acordaron extender, 10 años más, la campaña en favor de la Agricultura Familiar, campesina, la pesca artesanal, el pastoreo y las comunidades indígenas.
Tras los notables resultados del Año Internacional de la Agricultura Familiar AIAF-2014, el objetivo central del AIAF+10 seguirá siendo mejorar las políticas públicas en favor de la Agricultura Familiar. 
El AIAF+10, al igual que ha ocurrido en el AIAF-2014, continuará trabajando alrededor de siete temas: el acceso a mercados locales y regionales, acceso al crédito, acceso a tecnologías apropiadas, acceso a recursos naturales en el contexto del cambio climático, el fortalecimiento organizacional y el rol de mujeres y jóvenes.
De entre ellos, se ha decidido priorizar los dos últimos: La equidad de género en la AF y la juventud.
Al igual que ha sucedido en el Año Internacional, el AIAF+10 se desarrollará buscando siempre la colaboración y el máximo espíritu de entendimiento entre las organizaciones campesinas, asociaciones rurales, centros de investigación, gobiernos e instituciones internacionales.
Esta iniciativa contará, dentro de su amplio marco de actuación, con tres componentes centrales:
1. La promoción de los Comités Nacionales de la Agricultura Familiar.
2. La construcción de directrices para la gobernanza de sistemas agrarios basados en la Agricultura Familiar.
3. Mejorar la conexión entre los centros de innovación agraria y las organizaciones de la agricultura familiar

Uno de los objetivos que persigue la iniciativa, por la que recibe su nombre, es dar continuidad al impulso a la Agricultura Familiar que logró el Año Internacional de la Agricultura Familiar en 2014, extendiendo el Año Internacional a la declaración de la Década por la Agricultura Familiar. 

## Reconocimientos
- Special consultative status 2012 ECOSOC[3]

- Status Liaison 2011 FAO[4]

“Una organización reconocida como entidad de enlace, se ocupa de cuestiones que abarquen un sector del campo de actividades de la FAO y está en condición de prestar asistencia practica en este campo. El Director General podrá invitar a las organizaciones reconocidas como entidades de enlace a enviar un observador a los periodos de sesiones de la Conferencia y del Consejo y a las reuniones especiales que se celebren bajo los auspicios de la FAO.” FAO
- Premio Fundación de Estudios Rurales 2014 (UPA)

En la categoría de Política, Economía y Ciencias Sociales, este premio reconoce el “esfuerzo y la tenacidad” de los miembros del Foro Rural Mundial que “han conseguido movilizar a la sociedad en todo el mundo hasta conseguir que la Organización de Naciones Unidas para la Agricultura y la Alimentación, FAO, declarase 2014 como el Año Internacional de la Agricultura Familiar”. Para la FER, “el FRM ha fomentado la importancia de la agricultura familiar para la producción de alimentos de calidad, la sostenibilidad y protección de los recursos del medio rural”
- Jaques Diouf Award 2015 FAO[7]'

En reconocimiento por su apoyo al diálogo entre las comunidades rurales y por su aporte en la promoción de la Agricultura Familiar en el mundo.